# Sociedade Esportiva Caeté
A Sociedade Esportiva Caeté é um clube profissional de futebol da cidade de Bragança, no estado do Pará.
Trabalha desde 2019 com categorias de base e em 2020 inicia os trabalhos no futebol profissional.
A ideia de fundar o clube partiu de Rodrigo Barata, que ocupava o posto de diretor no Bragantino-PA, porém após divergências com a gestão do momento, em 2018 deu o pontapé inicial com ajuda de outros ex-dirigentes do clube para fundar o 2º clube da cidade, este inicialmente com foco nas categorias de base.
Para homenagear os primeiros habitantes da região, os fundadores decidiram adotar o Caeté como nome do clube, que remete ao povo indígena da tribo dos Caetés. Ainda seguindo essa linha, escolheram a cor vermelha fazendo referência aos ancestrais. O verde remete ao nome, que significa mata forte ou mata verdadeira na língua tupi.

## História

### 2019
Nesta temporada, o clube disputou apenas categorias de base, com destaque para o sub-20 aonde logo na sua estreia na competição conseguiu disputar a final contra o rival local Bragantino-PA, ficando com o vice-campeonato após derrota no tempo normal. 

### 2020
Em 2020 o Caeté busca profissionalização e estreia na segundinha 2020. 

## Patrimônio
Em agosto de 2020, a diretoria do Caeté anunciou a aquisição de um terreno com área de 20 hectares para construção do centro de treinamento oficial do clube, obras devem iniciar em 2021. 

## Estatísticas

### Participações

#### Profissional
|  | Participações em 2025 |

| Competição | Competição          | Temporadas | Melhor campanha     | Estreia | Última | P | R |
| Pará       | Campeonato Paraense | 4          | 6º colocado (2022)  | 2022    | 2025   |   | 1 |
| Pará       | Série B1            | 2          | Vice-Campeão (2021) | 2020    | 2021   | 1 |   |

#### Categorias de Base
|  | Participações em 2021 |

| Competição | Competição | Temporadas | Melhor campanha     | Estreia | Última | P | R |
| Pará       | Sub-20     | 2          | Vice-campeão (2019) | 2019    | 2021   |   |   |
| Pará       | Sub-17     | 2          | Semifinal (2021)    | 2019    | 2021   |   |   |
| Pará       | Sub-15     | 1          | 1ª fase (2019)      | 2019    | 2019   |   |   |